# Hermann Beckh
 (août 2009).
Si vous disposez d'ouvrages ou d'articles de référence ou si vous connaissez des sites web de qualité traitant du thème abordé ici, merci de compléter l'article en donnant les références utiles à sa vérifiabilité et en les liant à la section « Notes et références ».
Hermann Beckh (né le 4 mai 1875 à Nuremberg en royaume de Bavière et mort le 1er mars 1937 à Stuttgart) est un orientaliste et un membre de la Société anthroposophique allemande et cofondateur de la Communauté des chrétiens.
Il est l'un des pionniers de la tibétologie allemande, professeur de tibétain et de sanskrit à l'université de Berlin. Spécialiste de l'Inde, il publia des ouvrages anthroposophiques sur le bouddhisme, les évangiles et la musique.

## Biographie
Hermann Beckh naquit à Nuremberg, dans la famille d'un industriel, Eugen Beckh, et de son épouse Marie, née Seiler († 1943). Il eut une sœur, de douze ans sa cadette, dont il fut très proche jusqu'à la mort de celle-ci en 1929.
Grâce à sa mémoire extraordinaire[évasif], il passa son baccalauréat avec mention « très bien » en 1893 et obtint une bourse au Maximilianeum de Munich. En raison de ses nombreux talents et intérêts, il eut du mal à se décider[évasif] pour un domaine d'étude particulier. Ses condisciples l'incitèrent à étudier le droit. Il acheva ses études de droit en 1896 avec une thèse primée sur le fardeau de la preuve d'après le Code civil et travailla comme assesseur jusqu'en 1899. Quand il eut à condamner à une amende un couple démuni ayant volé du bois, il se rendit compte qu'il n'était pas fait pour être juge : il paya l'amende de sa poche et démissionna de son poste.
Il entreprit par la suite des études en langues orientales, indologie et tibétologie à l'université Christian-Albrechts à Kiel. Il entama un doctorat à  l'université Humboldt à Berlin en 1907 avec une thèse sur le Meghadūta, un poème lyrique en sanskrit de Kalidasa. Il obtint son diplôme l'année suivante en poursuivant ses travaux sur ce poème. Étant un des rares connaisseurs de la langue tibétaine, il donna des leçons particulières de tibétain jusqu'en 1921 et travailla au catalogage des manuscrits tibétains de la Bibliothèque d'État de Prusse.
En 1911, il rencontra Rudolf Steiner et Friedrich Rittelmeyer, ce qui l'amena à étudier de façon approfondie les écrits de Steiner. Le jour de Noël 1912, il devint membre de la Société anthroposophique universelle.
En 1916, il devint conscrit, peu de temps après que Goschen Sammlung eut publié ses deux volumes sur le Bouddha et ses enseignements. D'abord déployé dans les Balkans, il fut nommé à l'Institut de la marine marchande de l'université de Kiel, où il fut chargé de suivre les comptes rendus économiques publiés dans les journaux scandinaves. Pour les besoins de son emploi, il apprit les langues scandinaves en plus des langues qu'il connaissait déjà : l'anglais, le français, l'italien, le grec et le latin classiques, l'hébreu, l'égyptien, le sanskrit, le tibétain et le vieux perse.
Pendant cette période, il recommença à donner des cours à l'université, mais refusa un poste d'enseignant en philologie tibétaine et prit un congé. Promu au rang de professeur émérite, il termina sa carrière universitaire en novembre 1921.
À partir de 1920, il travailla comme chargé de cours en anthroposophie. En mars 1922, il rejoignit le Gründerkreis (groupe de prêtres) de la Communauté des chrétiens et travailla  en tant que prêtre, professeur de séminaire, conférencier, chercheur et écrivain indépendant jusqu'à sa mort.

## Sources bibliographiques
- (de) Emil Bock, Hermann Beckh, Stuttgart, Urachhaus, 1959, « Zeitgenossen – Weggenossen – Wegbereiter », p. 122-133
- (de) Rudolf F. Gädeke, Hermann Beckh, Dornach, Verlag am Goetheanum, coll. « Pioniere der Anthroposophie » (no 10), 1992, « Die Gründer der Christengemeinschaft », p. 164-171
- (de) Gundhild Kačer-Bock, Hermann Beckh : Leben und Werk, Stuttgart, Urachhaus, 1997 (ISBN 3-8251-7126-4)